# 진수 (선박)

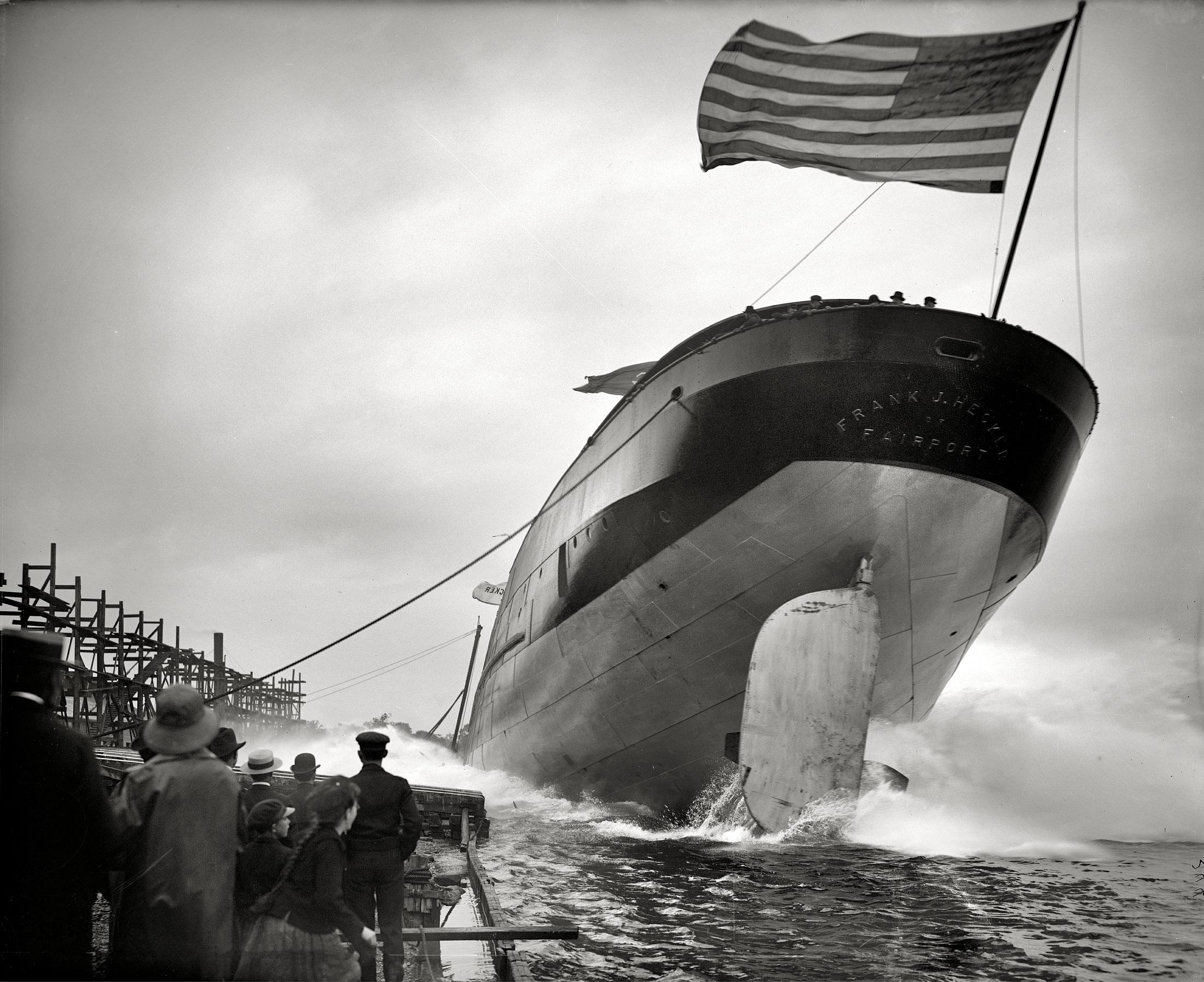

진수(進水)는 새로 만든 선박을 선대나 도크에서 처음으로 물에 띄우는 것을 일컫는다. 진수식은 진수할 때는 관계자가 모여서 배의 탄생을 축하하는 행사이며, 이와 함께 배의 명명식(命名式)도 함께 거행되는 경우가 많다.
선대에서 만드는 경우에는 윤활유(潤滑油)나 볼 베어링(ball bearing) 등을 사용해서 선대 위에서 선미쪽부터 물속으로 밀어보낸다. 건조독에서 만드는 경우에는 독 속에 물을 넣어서 배를 뜨게 한 다음에 밖으로 끌어낸다.그런뒤 환호한다

## 참고 자료
- 이 문서에는 다음커뮤니케이션(현 카카오)에서 GFDL 또는 CC-SA 라이선스로 배포한 글로벌 세계대백과사전의 내용을 기초로 작성된 글이 포함되어 있습니다.